# Antheua consanguinea
Antheua consanguinea är en fjärilsart som beskrevs av William Lucas Distant 1903. Antheua consanguinea ingår i släktet Antheua och familjen tandspinnare. Inga underarter finns listade i Catalogue of Life.